# Le Grand (Iowa)
Le Grand és una població dels Estats Units a l'estat d'Iowa. Segons el cens del 2000 tenia 883 habitants.

## Demografia
Segons el cens del 2000, Le Grand tenia 883 habitants, 339 habitatges, i 261 famílies. La densitat de població era de 327,8 habitants/km².
Dels 339 habitatges en un 36,3% hi vivien nens de menys de 18 anys, en un 64,9% hi vivien parelles casades, en un 10,3% dones solteres, i en un 23% no eren unitats familiars. En el 20,6% dels habitatges hi vivien persones soles el 8,8% de les quals corresponia a persones de 65 anys o més que vivien soles. El nombre mitjà de persones vivint en cada habitatge era de 2,6 i el nombre mitjà de persones que vivien en cada família era de 3.
Per edats la població es repartia de la següent manera: un 27,4% tenia menys de 18 anys, un 7,2% entre 18 i 24, un 26,2% entre 25 i 44, un 25,4% de 45 a 60 i un 13,8% 65 anys o més.
L'edat mediana era de 36 anys. Per cada 100 dones de 18 o més anys hi havia 94,2 homes.
La renda mediana per habitatge era de 39.333 $ i la renda mediana per família de 42.153 $. Els homes tenien una renda mediana de 33.333 $ mentre que les dones 23.036 $. La renda per capita de la població era de 16.470 $. Entorn del 3,3% de les famílies i el 4,5% de la població estaven per davall del llindar de pobresa.

## Poblacions més properes
El següent diagrama mostra les poblacions més properes.